# Lamine Sambe
Mamadou Lamine Sambe (Orléans, 15 dicembre 1989) è un cestista francese con cittadinanza senegalese.

## Carriera
Con il Senegal ha disputato i Campionati mondiali del 2019.